# Kozacka Brygada Konna Białoruś
Kozacka Brygada Konna „Białoruś” (niem. Kosaken-Reiter-Brigade „Weißruthenien”), zwana też Brygadą Kozacką „Medynski” – niemiecka jednostka wojskowa złożona z Kozaków pod koniec II wojny światowej.
Brygada została sformowana rozkazem dowództwa Grupy Armii „Środek” w poł. marca 1944 r. w rejonie Płoskirów-Nowogródek. Składała się z 1 Kozackiego Pułku Konnego „Generała Krasnowa” płk. W. A. Łobyszewicza i 2 Kozackiego Pułku  Konnego płk. G. P. Tarasenki, a następnie esauła Rusakowa, utworzonych z 68 Kozackiego Oddziału Konnego Schutzmannschaft, 70 Kozackiego Oddziału Konnego Schutzmannschaft, 71 Kozackiego Oddziału Konnego Schutzmannschaft, 72 Kozackiego Oddziału Konnego Schutzmannschaft, 73 Kozackiego Oddziału Konnego Schutzmannschaft i 74 Kozackiego Oddziału Konnego Schutzmannschaft. Liczyła ok. 4 tys. Kozaków. Rekrutowali się oni spośród uchodźców kozackich, którzy wycofali się na Białoruś wraz z Kozackim Stanem. Na czele brygady stanął płk A. I. Medynski. Zwalczała ona partyzantów. Wiosną uczestniczyła w operacji antypartyzanckiej „Frühlingsfest”. Po odwrocie na ziemie polskie w czerwcu 1944 r., została rozwiązana w lipcu w rejonie Siedlec.